# Bertha-von-Suttner-Platz (Bonn)
Der Bertha-von-Suttner-Platz ist einer der zentralen Plätze Bonns. Im Norden von Bonn-Zentrum an der linksrheinischen Seite der Kennedybrücke gelegen, ist er wichtige Durchgangsstrecke für den Autoverkehr, Straßenbahnen und Busse. Außerdem gehört der Platz, direkt an die Fußgängerzone angrenzend, auch selbst noch zum stark frequentierten Teil der Innenstadt mit zahlreichen Geschäften und Einrichtungen. Der Platz wurde nach der österreichischen Friedensnobelpreisträgerin Bertha von Suttner benannt.

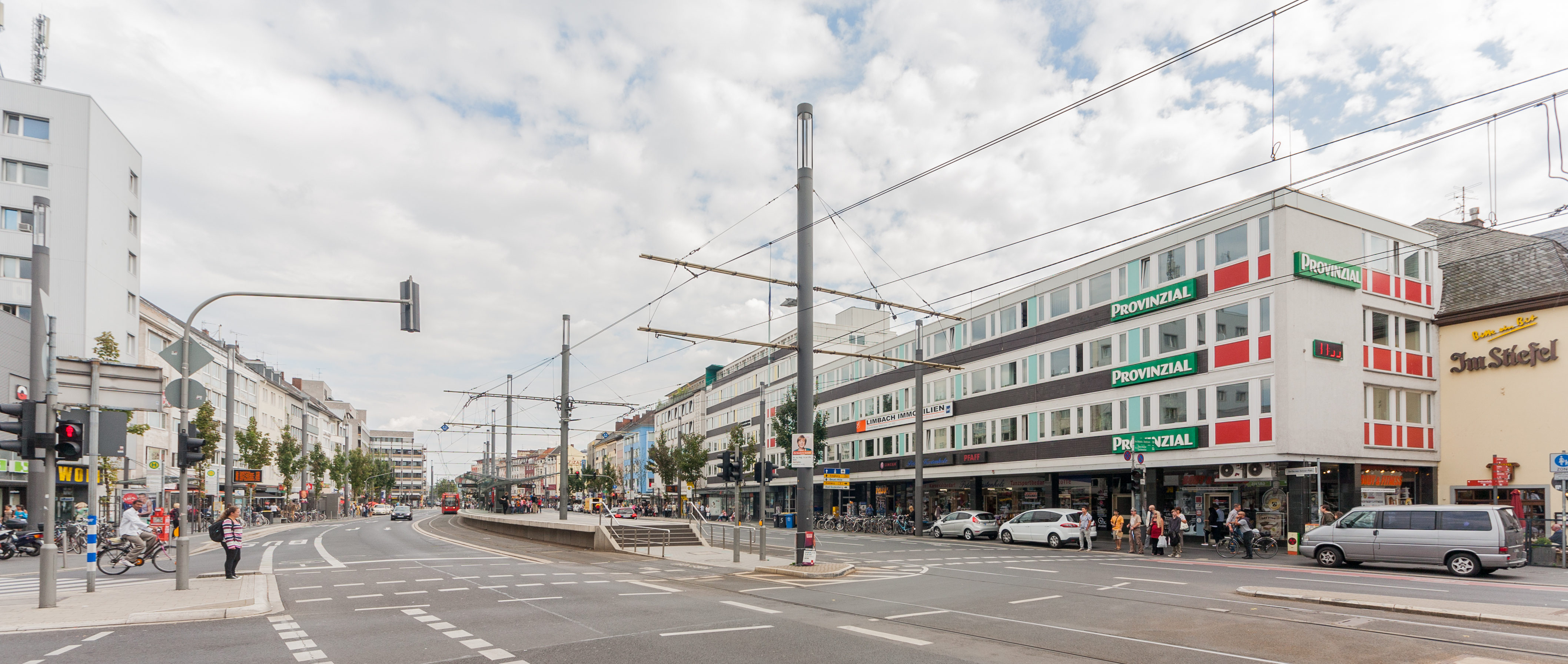
Bertha-von-Suttner Platz (2013)

## Lage
Der Bertha-von-Suttner-Platz ist eine etwa 180 m lange und 40 bis 50 Meter breite Aufweitung der zur Kennedybrücke führenden Straße. Westlich heißt diese Oxfordstraße nach der Bonner Partnerstadt Oxford, der östliche Teil direkt vor der Brücke heißt Berliner Freiheit. Am Westende führt die Kölnstraße nach Norden und die Bonngasse nach Süden in die Fußgängerzone. Etwa in der Platzmitte geht auch die Wenzelgasse ab, beide führen zum nahen Marktplatz. Das Ostende des Platzes bildet eine große Kreuzung mit Sandkaule nach Norden und Belderberg nach Süden.

## Verkehr

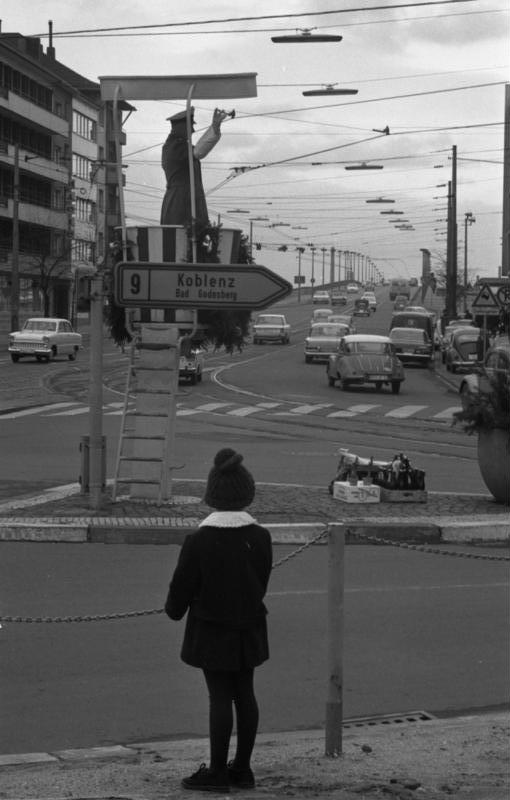
Weihnachtsgeschenke für Verkehrspolizisten am Bertha-von-Suttner-Platz, 24. Dezember 1965

Der Bertha-von-Suttner-Platz ist Teil der Bundesstraße 56 und heute in Westrichtung zwei-, in Ostrichtung zwei- bis dreispurig geführt. Bei Sandkaule/Belderberg wird die L 300/B 9 gekreuzt. Die Ostrichtung ist Teil des sogenannten City-Rings von Einbahnstraßen rund um die Fußgängerzone.
Die Gleise der Stadtbahn Bonn verlaufen zwischen Stadthaus und Kennedybrücke in der Mitte des Bertha-von-Suttner-Platzes. Westlich liegt ein Hochbahnsteig, an dem die Linie 66 (Siegburger Bahn) hält, östlich ein Flachbahnsteig für die Linien 62 und 65. An beiden Platzseiten sowie ein kurzes Stück die Sandkaule bzw. den Belderberg hinauf halten zahlreiche Buslinien. Täglich wird der ÖPNV am Bertha-von-Suttner-Platz von etwa 20.000 Fahrgästen genutzt.

## Bebauung
Auf beiden Seiten des Platzes befindet sich 5- bis 10-stöckige Bebauung aus der zweiten Hälfte des 20. Jahrhunderts. Die oberen Stockwerke werden teilweise als Wohnungen genutzt, der Rest als Verkaufs-, Gastronomie- und Büroflächen. Auf der Nordseite befindet sich das Kino Woki. In einem Büro- und Geschäftshaus an der Südseite des Platzes, einer vormaligen Liegenschaft der Bundesrepublik Deutschland, war bis Mai 2024 die Regionalvertretung der Europäischen Kommission in Bonn ansässig.

## Geschichte

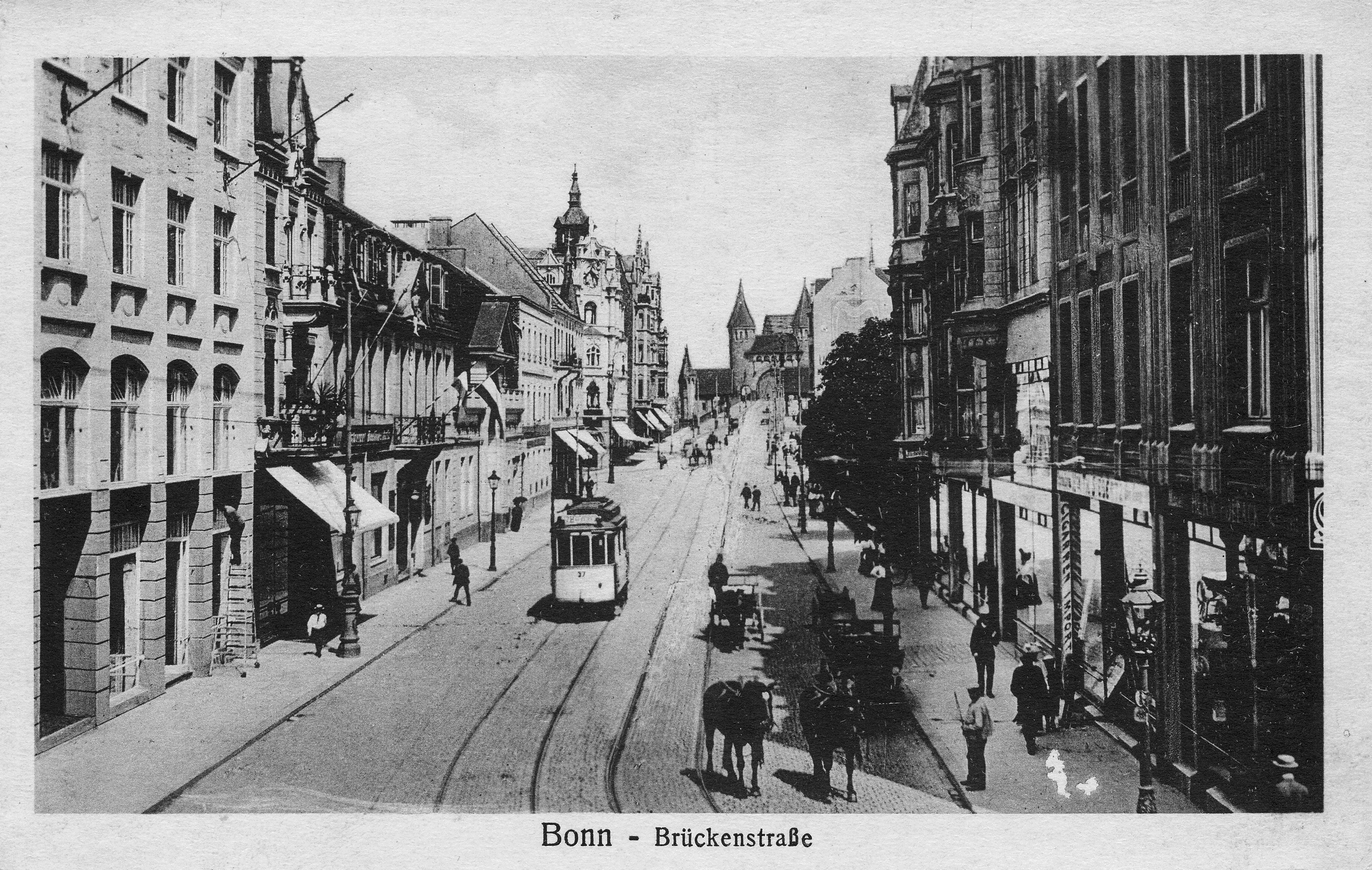
Ansichtskarte der ehemaligen Brückenstraße in Bonn (um 1910)

Im mittelalterlichen und frühneuzeitlichen Bonn hatte es auf Höhe des heutigen Suttner-Platzes keine durchgehende Straße in Ost-West-Richtung gegeben. Östlich der in etwa der heutigen Oxfordstraße entsprechenden Maargasse gab es stattdessen einige Bebauung und kleinere Nord-Süd-Straßen. Ab 1710 strebte Kurfürst Joseph Clemens den Bau einer Ost-West-Straße unter dem Namen Rijselstraße (Rijsel – heute Lille) an, realisiert wurde nur ein kleinerer Teil, bald Vierecksplatz nach einem der Bauherren genannt. Im späten 19. Jahrhundert befanden sich hier dann die zweite Beethovenhalle und mehrere Schulen. Nachdem 1898 die erste Bonner Rheinbrücke fertiggestellt war, erfüllte der Vierecksplatz als Brückenstraße in etwa die gleichen Aufgaben wie heute der Bertha-von-Suttner-Platz, befand sich aber etwas weiter südlich, auf Höhe der heutigen Friedrichstraße.

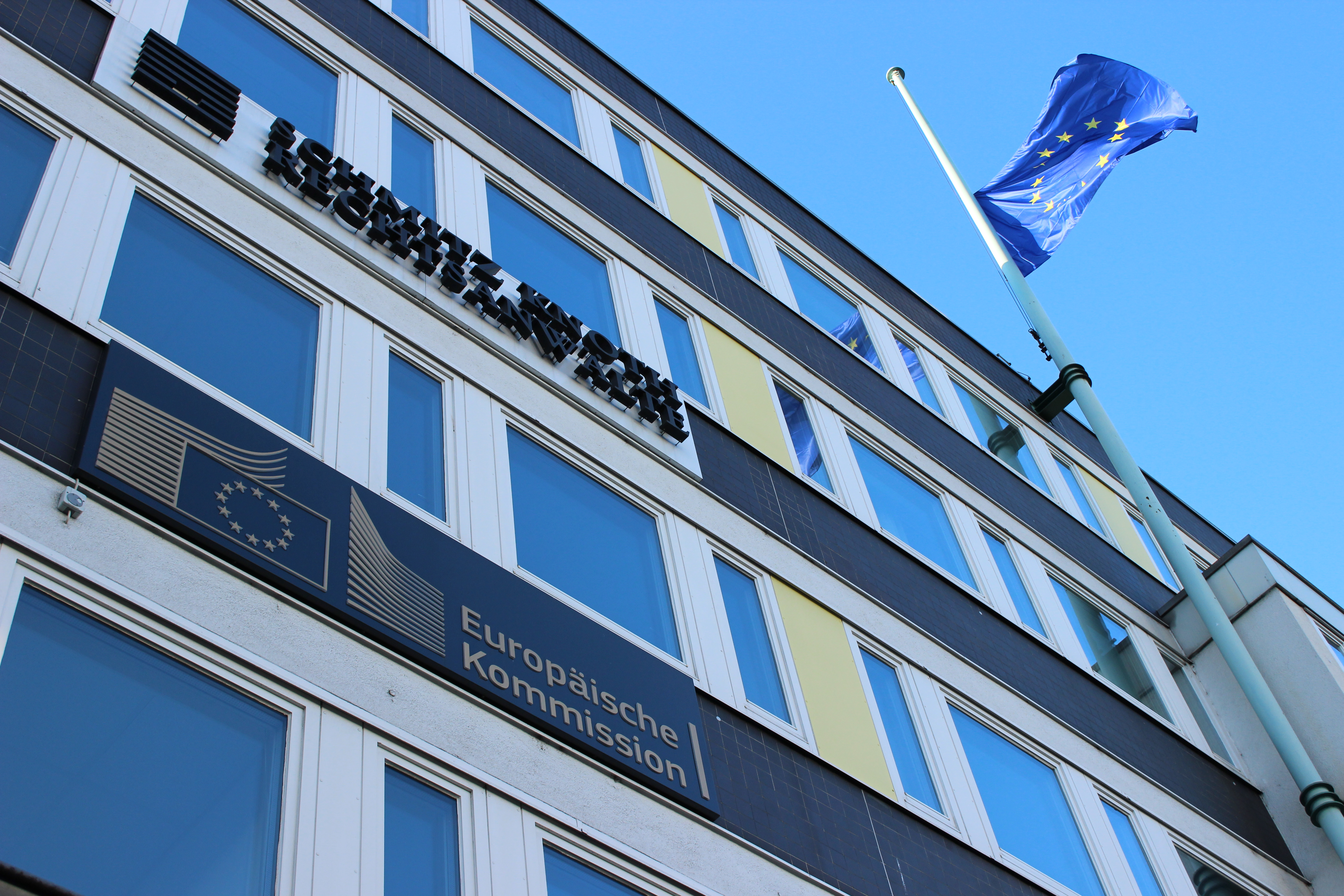
Regionalvertretung der EU-Kommission, Bertha-von-Suttner-Platz 2/4

Im Zweiten Weltkrieg wurde das Gebiet um die Brückenstraße zusammen mit den Rheinvierteln fast vollständig durch alliierte Bombardierung zerstört, die Brücke von deutschen Truppen gesprengt. Von 1946 bis 1951 wurde dann die verbliebene Bebauung abgerissen und anstelle der vormaligen Kreuzstraße und Kesselgasse der heutige Straßenverlauf und der Bertha-von-Suttner-Platz als Verkehrsplatz und Endpunkt der Siegburger Bahn angelegt. Die Platzgestaltung nahm 1,1 Millionen DM in Anspruch. Die Benennung des Platzes erfolgte auf Beschluss des Rats der Stadt Bonn am 5. August 1949.  Ab den 1950er-Jahren waren am Bertha-von-Suttner-Platz Abteilungen des Bundesverkehrsministeriums ansässig (heutiges Gebäude der Regionalvertretung der EU-Kommission).
Mit der Eröffnung der Reuterstraße 1964 wurde der zuvor sehr starke Verkehr über Sandkaule/Belderberg deutlich gesenkt. 1967/68 erfolgte nach der Führung auch der Siebengebirgsbahn über den Bertha-von-Suttner-Platz durch den neuen Straßendurchbruch Maargasse (heute Oxfordstraße) ein Platz- und Haltestellenumbau. 1968/69 entstand an der Ecke Bertha-von-Suttner-Platz/Sandkaule das sog. IOS-Haus nach einem Entwurf des Bonner Architekten Wilhelm Denninger, ein fünfgeschossiges und leicht aus der Straßenflucht vorspringendes Büro- und Geschäftshaus mit einer (ursprünglich) durch Marmor und Aluminium verkleideten Fassade. Von 1970 bis 1972 wurde an der Nordostecke des Platzes (Straße Berliner Freiheit) nach Plänen des Bonner Architekten Dirk Denninger das aus unterschiedlich hohen Baukörpern bestehende Volksfürsorgehaus errichtet, ursprünglich für die Bank für Gemeinwirtschaft (2016 abgebrochen). 1989 ließ die Stadt Bonn auf dem Platz einen neuen Kiosk mit Fahrkartenverkauf als Ersatz für den hölzernen Vorgängerbau errichten. Von Oktober 2005 bis Januar 2008 erfolgte für etwa 7 Millionen Euro der bislang letzte größere Umbau des Platzes, dabei wurden unter anderem die Gehwege deutlich verbreitert und die Haltestellen der Stadt- und Straßenbahn erhielten höhergelegte Mittelbahnsteige.
Auf Initiative des Frauennetzwerks für Frieden e. V. Bonn wurde eine 2,50 m hohe Stele aus Edelstahl nach einem Entwurf von Sirpa Masalin (* 1971 in Lahti, Finnland) zur Ehrung Bertha von Suttners an der Ecke Sandkaule aufgestellt. Der Verein finanzierte die Skulptur durch Spendensammlungen und übergab sie am 21. September 2013 feierlich der Stadt Bonn.